# 수산물품질관리사협회
사단법인 한국수산물품질관리사협회(Korea Fishery Product Quality Manager Association)는 회원 상호간의 친목과 정보교류를 통하여 회원의 권익을 보호하고 수산물품질관리 제반향상에 이바지하며 과학적이고 합리적인 수산물품질관리 기술 등을 생산어가에 보급하여 우수수산물생산을 유도하고 수산물유통질서 정립으로 어업인에 대한 소득증대와 소비자 보호함에 그 목적으로 2019년 3월 13일 설립된 법인으로 2023년 12월 현재 협회장은 김상균이며 사무실은 서울특별시 서초동 서초중앙로 24길 27 지파이브센트럴프라자 423호에 있다.

## 주요사업

### 회원사업
㉠ 신규 회원의 확대
㉡ 회원활동 지원
㉢ 회원정보 데이터베이스 구축
㉣ 회원들의 친목과 정보교류를 통한 권익향상과 회원 복지사업

### 교육 사업
㉠ 신입회원의 연수 및 보수교육
㉡ 회원 및 수산물품질관리사들의 업무 향상과 전문적 자질향상을 위한 각종 연수 및 교육사업을 실시하며 필요시 교육사업 목적에 맞는 교육원을 설립 및 운영
㉢ 그 밖에 수산물의 등급판정, 수산물의 생산 및 수확후의 품질관리(안전관리 포함), 품질관리 및 기술, 유통선진화에 대한 교육 등 수산물품질 관리사의 업무에 대한 교육

### 조사 연구 사업
㉠ 수산물품질관리법에 명시된 수산물품질관리사의 직무에 관련된 수산물의 생산 및 수확 후 관리, 수산물의 선별․저장․포장 및 포장시설, 브랜드개발, 수산물의 규격출하에 대한 지도를 통한 수산물 유통의 선진화를 촉진하기 위한 다양한 조사사업
㉡ 수산물품질관리기술의 자문 및 지도를 통한 어업인의 우수 수산물 생산과 어가의 소득 증대를 위한 지도사업
㉢ 기타 본 협회의 목적에 부합하고 한국 수산업․어촌에 이익이 되는 각종 용역 사업

### 홍보 및 대외협력사업
㉠ 본 협회의 설립 목적과 활동방향을 널리 홍보하여 본 협회와 수산물품질관리사 제도의 정착과 발전을 위한 홍보사업
㉡ 수산물품질관리 기술 및 유통효율 향상을 위한 회원 상호 간 간행물의 발간사업
㉢ 홍보활동을 통한 생산어가 및 소비자의 보호를 위한 홍보사업
㉣ 국내외 어업관련기관 및 단체와의 교류 및 협력사업

### 수산물 유통효율 향상을 위한 사업
㉠ 수산물 유통효율향상을 위한 기술의 보급 및 자문을 통한 생산자 및 소비자의 보호를 위한 사업
㉡ 유통효율 향상을 위해 유통구조개선에 관한 연구, 조사, 표준화를 위한 사업